# Corporatieve Concentratie
Die Corporatieve Concentratie war eine niederländische, faschistische, politische Organisation, die sechs Monate von 1933 bis 1934 bestand.
Im September 1933 begannen Jan Baars, F. C. Gerretson, Wouter Lutkie, Jos Mineur und andere, in einem Verband mit dem Namen Corporatieve Concentratie zusammenzuarbeiten. Sie versuchten, die verschiedenen niederländischen faschistischen Kleinparteien und Gruppierungen zu bündeln. Die Organisation umfasste Parteien wie den Algemene Nederlandse Fascistenbond (Allgemeinen Niederländischen Faschisten Bund), den Fascistische Jongeren Bond (Faschistischer Jugendbund) und die Nationale Unie (Nationale Union). Es ist wahrscheinlich, dass das Entstehen und Erstarken der Nationaal-Socialistische Beweging von Anton Adriaan Mussert die Idee zur Zusammenarbeit der niederländischen Faschisten förderte. Im März 1934, nach nur sechs Monaten, stellte die Organisation ihre Aktivitäten ein, insbesondere wegen unterschiedlicher Vorstellungen der Gründer.